# Rui Andrade
Rui Pinto de Andrade (Luanda, 23 september 1999) is een Angolees-Portugees autocoureur.

## Carrière

### Formuleracing
In 2018 maakte Andrade zijn debuut in het formuleracing in het Spaans Formule 4-kampioenschap, waarin hij voor Drivex reed. Hij miste het eerste raceweekend op het Motorland Aragón en reed vanaf het tweede weekend op het Circuit Ricardo Tormo Valencia tot aan het eind van het seizoen in de klasse. Zijn beste resultaten waren twee vijfde plaatsen op het Circuit de Barcelona-Catalunya en het Circuito de Navarra. Met 43 punten werd hij twaalfde in het klassement.
In 2019 begon Andrade het seizoen in het Formule 4-kampioenschap van de Verenigde Arabische Emiraten bij Dragon Racing. Hij behaalde zes podiumplaatsen, twee op het Dubai Autodrome en vier op het Yas Marina Circuit, maar won geen races. Met 201 punten werd hij vijfde in de eindstand. Vervolgens debuteerde hij in de Euroformula Open bij Drivex. Enkel in de seizoensfinale op het Autodromo Nazionale Monza wist hij in de top 10 te finishen met een negende plaats. Zodoende eindigde hij met zes punten op plaats 22 in het kampioenschap. Tijdens het seizoen reed hij ook in het weekend op het Circuit de Spa-Francorchamps van de Eurocup Formule Renault 2.0 bij Drivex als vervanger van de vertrokken Callan O'Keeffe.
In 2020 begon Andrade het jaar in de Nieuw-Zeelandse Toyota Racing Series, waarin hij voor M2 Competition uitkwam. Twee negende plaatsen op het Pukekohe Park Raceway waren zijn beste resultaten en hij werd met 70 punten zestiende in het eindklassement. Hierna keerde hij terug naar de Euroformula Open, waarin hij overstapte naar het team CryptoTower Racing. Hij kende een beter seizoen in deze klasse en behaalde zijn beste race-uitslag met een zesde plaats op Monza. Met 28 punten werd hij veertiende in het kampioenschap.

### Sportwagens
In 2021 stapte Andrade over naar de sportwagens, waarin hij in de LMP2-klasse van zowel de Asian Le Mans Series als de European Le Mans Series (ELMS) voor G-Drive Racing reed. In het Aziatische kampioenschap reed hij samen met John Falb en Franco Colapinto. Het trio behaalde podiumplaatsen in drie van de vier races en werd met 66 punten derde in het klassement. In het Europees kampioenschap reed hij in de Pro-Am-klasse en was Falb zijn enige vaste teamgenoot, terwijl Pietro Fittipaldi, Roberto Merhi en Gustavo Menezes afwisselend als derde coureur fungeerden. Andrade en Falb wonnen twee races op de Red Bull Ring en op Monza en eindigden in de andere vier races als tweede, waardoor zij met 122 punten tot kampioen werden gekroond. Ook debuteerde Andrade dat jaar in de 24 uur van Le Mans, waarin hij met Falb en Merhi voor G-Drive reed. Vanwege een ongeluk kwam hij echter niet aan de finish.
In 2022 debuteerde Andrade als fulltime coureur in het FIA World Endurance Championship (WEC) bij het RealTeam by WRT, waar hij in de LMP2-klasse een team vormde met Ferdinand Habsburg en Norman Nato. In de eerste twee races in Sebring en Spa-Francorchamps behaalde hij twee podiumfinishes, maar in de 24 uur van Le Mans werd hij slechts zeventiende. In de daaropvolgende race in Monza behaalde het team de overwinning, waarme Andrade de eerste Angolese coureur werd die een door de FIA georganiseerde race won. Met 96 punten werd het trio vierde in de eindstand. Hiernaast reed Andrade in de langeafstandsraces van het IMSA SportsCar Championship voor Tower Motorsport met John Farano en Louis Delétraz en won hierin de seizoensfinale op Road Atlanta. Verder reed hij in de seizoensfinale van het ELMS voor het Duqueine Team op het Autódromo Internacional do Algarve, waarin hij met Richard Bradley en Memo Rojas negende werd.
In 2023 rijdt Andrade een dubbel programma in de LMP2-klasse van het WEC en de ELMS voor respectievelijk het Team WRT, met Delétraz en Robert Kubica als teamgenoten, en Inter Europol Competition, waar hij met Olli Caldwell en Jonathan Aberdein de auto deelt. In het WEC behaalde hij de zege in de 6 uur van Spa-Francorchamps.